# Dřevostavba

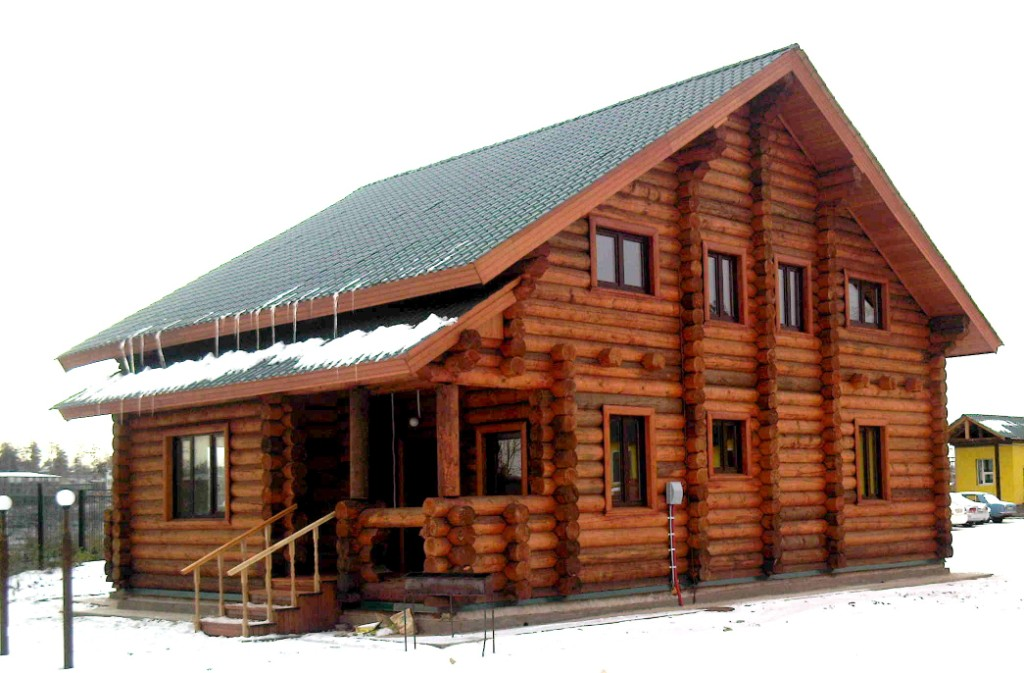
Srubová stavba

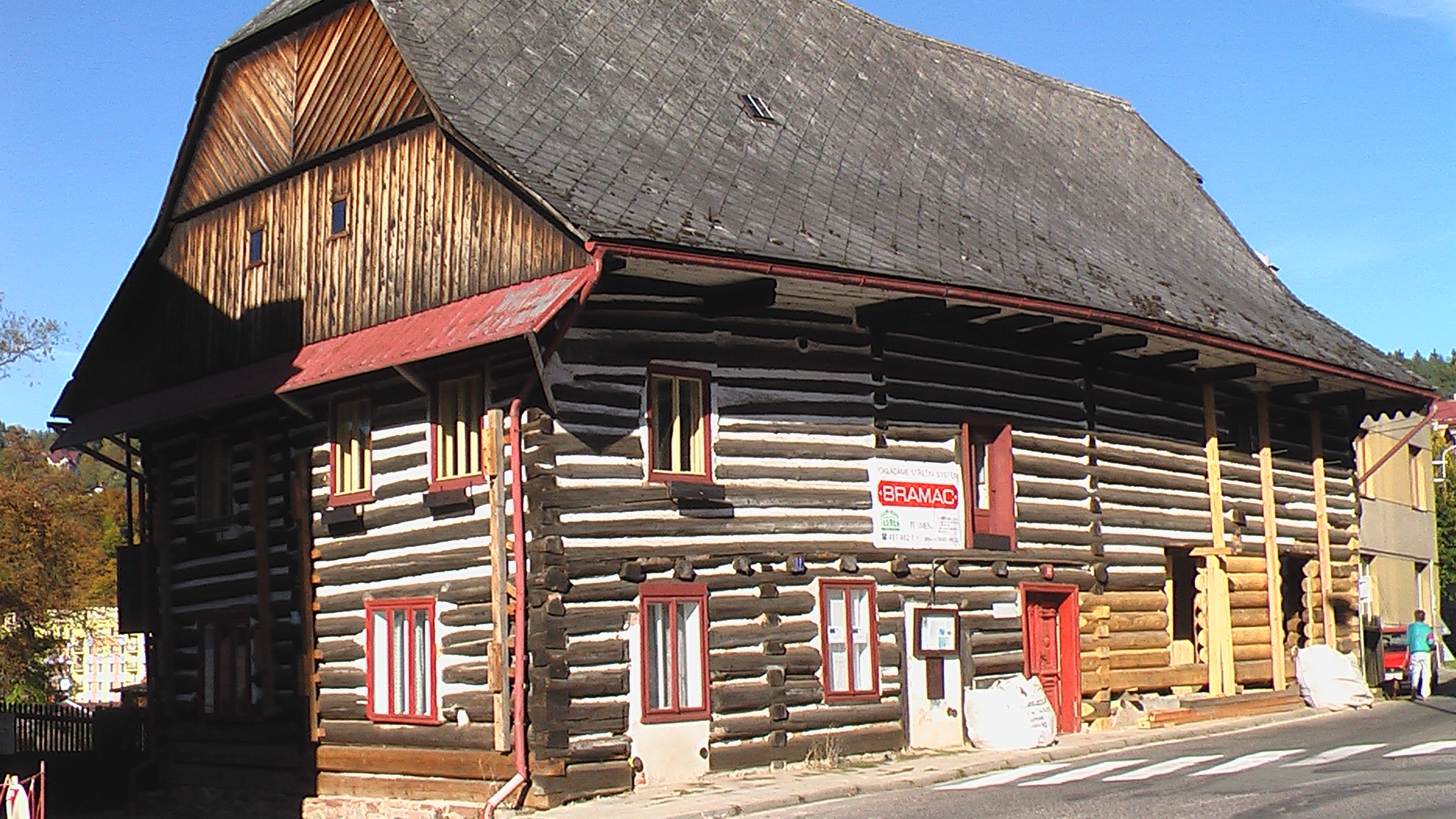
Hospoda Dřevěnka – úpická roubenka ze 16. století

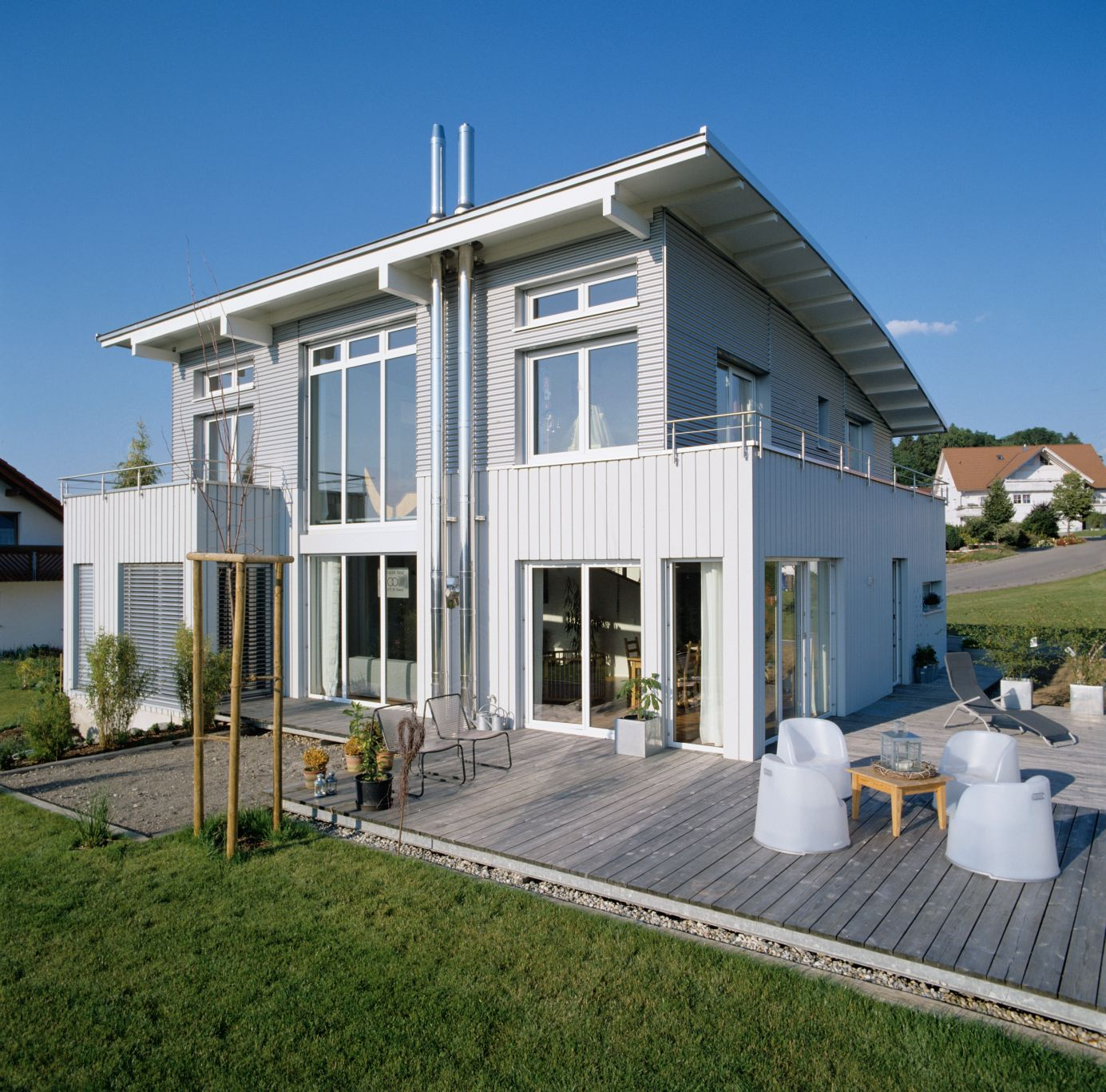
Sendvičová dřevostavba

Dřevostavba je budova, při jejíž stavbě bylo z velké části použito dřevo. Nejčastěji se používá smrkové a jedlové dřevo, ale je též používáno dřevo z borovic a modřínů. Mezi výrobní postupy patří masivní dřevostavby (např. sruby), roubenky, hrázděnky nebo sendvičové stavby. Moderní dřevostavby jsou označovány jako ekologické domy. Nové technologie výstavby a zateplení snižují náklady na vytápění.

## Konstrukční systémy dřevostaveb

### Sruby
Při stavbě srubů se používají celé kmeny. Srubová konstrukce obsahuje stropní trámy, srubové stěny, sloupy a průvlaky. Krov a střecha jsou stejné jako u zděných staveb. Omezené vzdálenosti sroubení mohou být řešeny sloupy a průvlaky.
Běžně používaný způsob podélné spojovací drážky (spodní část kmene), má při poměru kmene vybráno více materiálu, a proto síly při vysychání tlačí proti sobě, a dochází tak k otvírání spojů. Obráceným poměrem množství vyřezaného materiálu je možné dosáhnout při postupném vysychání takových sil, které působí proti otvírání spoje. Novější metoda stavění srubů používá tzv. podélný spoj „W“ (v horní části kmene), který nejlépe zajišťuje neotevírání spojů i po několika letech vysychání.

### Roubenky
Roubenky (roubené stavby) vychází z tradičních postupů. Střecha stojí na vysazených stropních trámech, které jsou zdobeny. Tím je zaručena kompaktnost a kombinací s polovalbami (sukýnkami) a lomenicemi (štíty) i krása celé konstrukce.

### Sendvičové stavby
Nosná stěnová konstrukce sendvičových staveb je vyrobena z masivních dřevěných hranolů (profily z lepeného dřeva) nebo kulatin. Stěna je zaklopena obvykle OSB deskou, která zároveň plní funkci parozábrany. Výplň stěny slouží jako tepelná izolace vykrývající tepelné mosty nosných prvků a k tomuto účelu se používá nejčastěji minerální vata nebo foukaná celulóza. Na fasádu se používá kontaktní zateplovací systém s omítkou (jako u zděných staveb) nebo různé druhy předvěšených obkladových materiálů (dřevo, cementotřískové desky a pod.) s odvětrávací mezerou.
Sendvičové dřevostavby lze stavět dvěma způsoby:

#### Systém Two by Four
Tento systém vznikl v USA a postupně se rozšířil do celého světa. Jedná se o staveništní způsob montáže dřevostaveb, kdy byly konstrukce složeny z trámů 2 x 4 palce. V současnosti se i v USA používají spíše trámy 2 x 6 nebo 2 x 8 palce. Větší šířka trámů umožňuje do rámové konstrukce vložit více izolace. Rastr stojek se v Evropě používá 625 mm nebo 417 mm z hlediska rozměrů velkoplošných materiálů, které se ke stojkám připevňují. 

#### Prefabrikovaný systém
Dřevostavby se tímto systémem staví tak, že na staveniště přijedou buď celé stěny, případně buňky, které jsou vyrobené ve výrobním závodě a na staveništi jsou sestaveny k sobě. Oproti systému two by four je samotná stavba rychlejší, je však nutné přihlédnout na dostupnost pozemku kvůli vjezdu těžké mechanizace. 